# Manuel Vázquez Barete
El General Manuel Vázquez Barete (*Oaxaca, México 15 de diciembre de 1917) militar de nacionalidad mexicana con el grado de general de brigada, catedrático, divulgador científico, Director de Escuela Militar de Ingenieros en dos ocasiones.

## Biografía
Manuel Vásquez Barete, nació en la ciudad de Oaxaca el 15 de diciembre de 1917. Hijo del matrimonio entre el señor Juan Vázquez y de la señora Tiburcia Barete.  realizó sus estudios primarios en su tierra natal Oaxaca, causó alta en el Ejército Mexicano el 7 de octubre de 1933, como soldado de artillería en el 1/er Regimiento de Artillería de Campaña.
En el año de 1936 causó alta como cadete en el Heroico Colegio Militar en donde se hizo su instrucción secundaria y preparatoria y se graduó como subteniente de Artillería en 1939. De 1940 a 1946 estudio la carrera de Ingeniero Constructor (Ingeniero Civil) en el Heroico Colegio Militar, de conformidad en los planes de estudios en esa fecha, causando baja de su Arma de origen y alta en la de Ingenieros. Sus ascensos posteriores los obtuvo por riguroso escalafón jerárquico.
La familia del señor General está formada hasta la actualidad por su esposa la señora Ernestina, Plata Colín, sus Hijos; Manuel, Marisela, Elsa, sus nietos; Emmanuel Vázquez Pastor, Jorge Vázquez Pastor, Marco Antonio Vázquez Pastor, Sabrina Ponikvar, Escarlet Gehrke, y su bisnieto Emmanuel Jordani Vázquez Saldaña.

## Estudios
Además de los conocimientos adquiridos en el Heroico colegio militar el General Vázquez Barete realizó los siguientes estudios:
- Físico Teórico en la Facultad de Ciencias de la Universidad Autónoma de México de 1949 a 1952.
- Estudios de doctorado en Física en la Facultad de Ciencias de la Universidad Autónoma de México de 1952 a 1955.
- Curso de Ingeniería Nuclear en la Universidad de Carolina del Norte, E.U.A. primero, y después en la escuela de Ciencias e Ingeniería de la Universidad de Chicago, en el Laboratorio Nacional de Argonne, Lemont Illinois, E.U.A. de 1957 a 1958.
- Curso n.º Uno de Seguridad de Reactores Nucleares en el Centro de Investigaciones Atómicas de Harwell, Inglaterra en 1964.
- Curso de Protección Radiológica en el Laboratorio de Radiaciones de Wantage Berkshire, Inglaterra en 1964.

## Trayectoria profesional
El General Vázquez Barete ha desempeñado entre otros, los siguientes puestos:
- Profesor de Álgebra Superior y Estabilidad en el curso de Ingenieros en el Heroico Colegio Militar.
- Profesor de Física Superior y Mecánica Analística en la E.S.I.M.E. del Instituto Politécnico Nacional.
- Investigador Científico en el Instituto de Física de la Universidad Nacional Autónoma de México.
- Jefe del Curso de Ingenieros del Heroico Colegio Militar.
- Director de la escuela Militar de Ingenieros.
- Profesor de Mecánica Analítica en la Escuela Militar de Ingenieros.
- Profesor de Introducción a la Ingeniería Nuclear en la Escuela Militar de Ingenieros.
- Profesor de Radioactividad y Protección Radiologica en la División de doctorado de la Facultad de Ingeniería de la U.N.A.M.
- Profesor de Atenuación de Radiaciones y Blindajes en la División de Estudios Euperiores de la Facultad de Ingeniería de la U.N.A.M.
- Jefe del Departamento de Seguridad del Centro Nuclear de México de la Comisión Nacional de Energía Nuclear.
- Director general de Seguridad Radiológica de la Comisión Nacional de Energía Nuclear.
- Profesionista Especializado “F” adscrito al Programa de Reactores y Energética de la Comisión Nacional de Energía Nuclear en

el Centro Nuclear de México y miembro del Comité de Seguridad Radiológica de la propia comisión.
- Profesor de temas de Física Moderna en la Escuela superior de Guerra y en la E.M.A.I.A.Z. Y S.
- Asesor en Asuntos en Energía Nuclear en el Estado Mayor de la Defensa Nacional.
- Fue designado representante de la Secretaría de la Defensa Nacional ante la Comisión Federal de Electricidad para colaborar en

el aspecto de seguridad de la planta nucleoeléctrica de Laguna Verde, Veracruz.

## Ha presentado los siguientes trabajos
- La absorción de radiaciones Nucleares por el Concreto, en el II Congreso de Ingeniería Civil en Guadalajara, Jalisco.
- Estudio de las Reacciones C-12 (d, p) C-13 Y O-16 (d, p) O-17 Revista Mexicana de Física.
- Los efectos de una explosión nuclear sobre las estructuras. En el III congreso de ingeniería civil en Mérida, Yucatán.
- Coeficientes de absorción lineal para neutrones rápidos en concreto. Revista Mexicana de Física.
- Primero y segundo informe sobre lluvia radioactiva. Comisión Nacional de Energía Nuclear.
- Estudio sobre la protección por medio del concreto contra algunas radiaciones nucleares. Tesis Profesional.
- Protección para un reactor de Uranio natural y agua pesada a presión con potencia de 100 MW. Laboratorio Nacional de

Argonne, Lemont Illinois, E.U.A.
- Cálculos teóricos para el diseño de un reactor subcrítico. Instituto de física de la Universidad Autónoma de México.
- La Escuela Militar de Ingenieros. V Congreso de Ingeniería Civil en Veracruz, Ver.
- Análisis radio químicos en muestras ambientales en México. Informe para el Comité Científico de las Naciones Unidas para el

estudio de los efectos de las Radiaciones Ionizantes.
- Temas de física Moderna. Publicación de la Secretaría de la Defensa Nacional.
- La seguridad Radiológica. Trabajo presentado en el XII Congreso Nacional de Física en Guanajuato, Gto.

- En mayo de 1972 fue designado representante de México ante la ONU para cooperar en la elaboración de un informe técnico

sobre “El Napalm y otras armas incendiarias y todos los aspectos de su eventual empleo”. Este informe fue terminado en
septiembre de 1972 en Ginebra, Suiza.

## Membresías
El general Vásquez Barete conoce los idiomas inglés y francés y perteneció a las siguientes sociedades.
- Colegio de Ingenieros Militares
- Health Physics Society
- Sociedad Mexicana de Física
- Legión de Honor Mexicana
- Miembro del Consejo Directivo Nacional de la Academia Mexicana de Ciencia y Tecnología Nucleares, A. C., Y
- Asociación Leandro Valle.

En 1971 fue propuesto como candidato a la Medalla de Honor “Belisario Domínguez” que otorga el Senado de la República y que fue obtenida por el señor Jaime Torres Bodet.